# 曲先衛

明朝関西八衛（1436年）

曲先衛（きょくせんえい）は、河西回廊に明朝が設置した羈縻衛所の一つで、現在の中華人民共和国甘粛省・青海省・新疆ウイグル自治区の境界線上に位置していた。曲先衛はチャガタイ系安定王家を戴く安定衛から派生した衛所であり、時代によって安定衛との統廃合が行われた。

## 概要
曲先衛の設置された土地はサリク・ウイグル（現代のユグル族）と呼ばれる民族が住まう一帯であり、元代より続くチャガタイ系安定王家の勢力圏であった。洪武7年（1374年）、安定王ブヤン・テムルは明朝に使者を派遣して明朝の冊封を受け、曲先（苦先）方面の酋長もまた銅印を支給された。洪武8年（1375年）、ブヤン・テムルは再び使者を明朝に派遣して明朝の官職を授けるよう請願し、これを受けて洪武帝は曲先衛を設置した。しかし洪武10年（1377年）には安定衛のブヤン・テムルとその息子が曲先衛の者達に殺されるという事件が起き、その後も番将のドルジバルがこの一帯を転戦したためサリク・ウイグル地方は荒廃し、曲先衛は安定衛に編入されて住民は阿真地方に居住せざるを得なくなった。
永楽4年（1406年）、安定衛指揮のハサン（哈三）・サンジス（散即思）・サンジ（三即）らは明朝に使者を派遣し、近頃チベット方面からの侵攻によって安住ができないため、曲先衛を復活させて居住地を移動させてもらいたいと上奏した。そこで永楽帝は曲先衛を復活させてサンジ（三即）をその指導者とし、曲先衛の住民は薬王淮之地に移住するよう決定した。この後、曲先衛千戸のタングート（唐兀）・テムル（帖木児）・サンジ（三即）らは明朝に来朝して下賜品を受けている。また、永楽16年（1418年）には曲先衛指揮使のサンジ（三即）が指揮同知のタングート（唐兀）の息子の安替迷失を派遣している。
永楽帝が死去し洪熙帝が立った頃、チベット方面に派遣された明朝の使者が曲先・安定・赤斤蒙古衛の賊5千人に襲撃され、物品を奪われる事件が起きた。そこで明朝は陝西行都司土官都指揮李英らを派遣し、洪熙元年（1425年）に雅令闊の地で安定・曲先の賊軍に大勝した。しかしこの戦いでは賊軍の頭目であった曲先衛指揮のサンジス（散即思）・安定衛指揮哈昝土禿らを捕縛することはできなかった。
宣徳2年（1427年）、明軍の追撃を逃れたサンジスら曲先衛の人々は明朝の攻撃を恐れて逃亡生活を送っていたが、西寧衛都指揮同知の陳通らが使者として訪れ招撫したため、サンジス率いる4万2千帳の民は再び明朝に帰順することを決めた。サンジスは改めて謝罪の使者を明朝に派遣し、明朝はこれを受け容れてサンジスを都指揮同知に昇格させ、その他の部下も官位を昇格させた。このため、宣徳3年（1428年）・宣徳4年（1429年）には曲先衛指揮同知のサンジス・指揮僉事のシラカン（失剌罕）・その子のアダル（阿脱力）らが定期的に明朝に使者を派遣した。
しかし宣徳5年（1430年）に入ると曲先衛指揮同知のサンジスは再び明朝の派遣した使臣を襲撃するようになり、宣徳帝は都督僉事史昭らに命じてサンジスを討伐させた。史昭らが曲先衛まで辿り着くと、サンジスは逃れていたもののその部下のトクトア・ブカ（答答不花）が明軍を迎え撃ち、史昭らはこれを大いに撃ち破って340人余りを捕虜とした。指揮官であったトクトア・ブカもまたこの時捕らえられ、これを含む捕虜達は北京まで連行された。宣徳6年（1431年）、サンジスは弟の千戸の堅都を派遣して明朝に刃向かったことを謝罪し、明朝はこの謝罪を受け容れて先の戦いで捕虜とした曲先衛の兵を返還した。
宣徳7年（1432年）、曲先衛都指揮同知のナナガン（那那罕）は百戸の阿答を明朝に派遣し、この際に曲先衛の者達の官職はそれぞれ1階級昇進となった。また、は曲先衛指揮同知のサンジスは許されて以前の生活に戻ったのに対し、自身の家族は未だ安定衛に捕虜とされたままであると訴え、これを受けて明朝は安定衛には無実であって捕虜を解放するよう通達した。同年、曲先衛指揮同知のサンジスは亡くなり、明朝の許可を得てその息子のドゥリ（都立）が後を継いだ。
宣徳8年（1433年）・宣徳9年（1434年）、明朝は陝西粛州衛指揮韋文を曲先衛に派遣し、かねてより対立関係にあった曲先衛と罕東衛との和解に努めた。宣徳10年（1435年）にはドゥリの申請によって曲先衛指揮使那那罕は都指揮僉事とされ、その他の者達も昇級された。
正統帝の即位後も曲先衛からの朝貢は定期的に続けられ、正統7年（1442年）にはドゥリ（都立）が曲先衛都指揮使に、都指揮同知のダジガン（答即干）の子のエルゲ（額児格）が父の官職を継いで都指揮同知に、指揮僉事のサンガ（桑哥）の子の瓦思答児が父の官職を継いで指揮僉事とされた。正統8年（1443年）にはナナガン（那那罕）が都指揮同知に昇格となったのをはじめ、曲先衛の者達の官職がそれぞれ昇級となった。
正統年間末期には明朝とエセン・タイシ率いるドルベン・オイラトとの抗争が激しくなり、正統12年（1447年）には曲先を含む河西地方から軍馬が徴集された。これ以後、曲先衛は明朝の後ろ盾を失ってオイラトやモグーリスタン・ハン国の侵攻に晒されるようになり、記録も少なくなる。正徳年間、ダヤン・ハーンの討伐を受けて逃れてきたオルドス部のマンドライ・アカラクとヨンシエブのイブラヒム・タイシの攻撃を受け、曲先衛は亡びた。

## 曲先地方統治者

### バイダカン安定王家
1. バイダカン（Baidaqan、拝答寒/Bāīdaghānبایدغان）
2. 安定王トガン（Toγan、安定王脱歓/Ṭūghānطوغان）
3. 安定王ドルジバル（Dorǰibar、安定王朶児只班）
4. 安定王ブヤン・テムル（Buyan Temür、安定王卜煙帖木児）

### 曲先衛統治者
1. ハサン（哈三）
2. 曲先衛指揮使サンジ（三即）
3. 曲先衛指揮同知サンジス（散即思）
4. 曲先衛指揮僉事シラカン（失剌罕）